# (3978) Klepešta
(3978) Klepešta – planetoida z pasa głównego asteroid okrążająca Słońce w ciągu 4 lat i 326 dni w średniej odległości 2,88 j.a. Została odkryta 7 listopada 1983 roku w Obserwatorium Kleť w pobliżu Czeskich Budziejowic przez Zdeňkę Vávrovą. Nazwa planetoidy pochodzi od Josefa Klepešty (1895–1976), jednego z założycieli Czeskiego Stowarzyszenia Astronomicznego. Przed jej nadaniem planetoida nosiła oznaczenie tymczasowe (3978) 1983 VP1.